# Витоски манастир
Витоският манастир „Света Троица“ (на гръцки: Μονή Αγίας Τριάδας Βυθού) е православен мъжки манастир в населишкото село Витос (Долос), Егейска Македония, Гърция.

## Местоположение
Манастирът се намира в местността Алония на 7 km от селото Витос, на надморска височина от 1000 m. Тъй като е разположен между Витос (Долос), Пендалофос (Жупан) и Авгеринос (Костанско) е наричан и Пендалофоски (Πενταλόφου Ζουπανίου) или Жупански (Ζουπανίου) и Авгериноски (Αυγερινού).

## История
Манастирът в сегашното си местоположение и вид е изграден, според надписите на католикона и спомените на йеромонах Неофит, през 1792 – 1800 година. Този строеж от XVIII век е продължение на други по-стари манастири.
Според местни предания първоначално е изграден в средата на XVI век в местността Фтери от монаси от манастира Филотей и е бил посветен на Светите Архангели. Поради нападения на албански банди обаче, монахът Панурий в 1649 година го прехвърля в Залци. След това е изграден отново в местността, наречена днес Палиоманастири (Стар манастир), където е запазена църквата „Свети Архангели“. Не е обаче напълно сигурно кога и дали тези премествания от устната традиция, действително са се случили.
Приписка в евангелие, споменава първите основатели на манастира, йеромонах Гавриил и йеромонах Карикис, и се отнася до обновяването на манастира през 1733 година. Името на йеромонах Карикис обаче се среща в кодекс от 1646 година, който той сам е написал. Друго писмено доказателство, което доказва съществуването на манастир, посветен на Света Троица, е ходжет от 1745 година относно обезопасяването на границите на манастира. В 1792 година игуменът Неофит Панурис започва да строи католикона в местността Алония.
Неофит, в ръкописна кондика на манастира, която не е оцеляла до днес, предоставя информация за различните строителни фази на комплекса, разходите за заплати на майсторите, доставките на материали и подкупите на турските чиновници. Чрез неговите бележки се дава информация за изографисването на католикона, изграждането на иконостаса и владишкия трон, както и за освещаването на църквата. Когато се възстановява манастирски комплекс, е обичайно работата да започне първо с изграждането на католикона, а след това и на останалите помощни пространства. В настоящия случай първо са построени външните стени, килиите на монасите и накрая католиконът. От ходжета е известно, че в 1745 година вече е съществувал манастир „Света Троица“ и по-вероятно първоначалното местоположение на сегашния манастир да е било там, където се намира църквата на „Свети Архангели“, сегашният Палиомонастиро на 3 km югозападно, а когато е построен новият манастир в XVIII век, старият манаситр е бил посветен на Архангелите.
На северната външна стена на църквата има вградена в ниша плоча с надпис. Шестредовият надпис с главни букви е написан с черно върху светъл охрен хоросан. Последният ред е написан с главни букви, но с по-малък размер. Надписът е следният:
| „ | † // Ἐκτήστι ὁ ναὸς τῆς // Ἁγίας Τριάδος ἔτι 1800 ΑΩ // Νεόφιτος ἱερομό- // ναχος σὶν ἐμὴ // ἀδελφὺ προτομάστορα // Γεόργιος Κούστα † Беше построен храмът на Света Троица в годината 1800 (ΑΩ) от йеромонах Неофит, заедно с неговия съселянин — главен майстор Георгиос Кустас. | “ |

Надписът предоставя точната дата на построяването на католикона през 1800 година, както и информация за управлението на манастира и името на строителя. Строежът е извършен под ръководството на игумена на манастира Неофит и от строители жупанци, водени от майстора строител Георгиос Кустас, негов съселянин, който е носил основната отговорност за проекта.
На трегера на западната стена, която отделя наоса от нартекса, е разположен ктиторският надпис, състоящ се от пет реда. Надписът е с главни букви, с изключение на надписа за произхода на художника, който е даден с малки калиграфски букви, точно под четвъртия ред. Буквите на надписа са написани с черно върху почти бял хоросан. За разлика от тях, кръстът, месецът и датата са изписани в червеникав цвят с гръцки букви. Надписът е рамкиран от венец в цвят охра и е поставен върху син фон. Под рамката на надписа три вълнообразни декоративни ленти рамкират вратата, водеща към нартекса. В началото има кръст с подобен размер на буквите на надписа, който гласи следното:
| „ | † Ἱστορήθι ὁ θεῖος οὗτος καὶ ἱερὸς ναὸς τῆς Ἀγίας Τριάδος ἀρχιερατεύον τοῦ Πανιερω- // τάτου577 ἁγίου Σισανίου Κυρίου Νεωφύτου· μετἀ δαπάνης καὶ ἐξόδων ἡγουμενεύοντος δὲ τοῦ σεβασμίου γέροντος // Νεοφύτου· Θεοκλήτου· Ἀνθύμου Γαλακτείονος· τῶν ἱερομονάχων· Κωνσταντίου // Διονισύου· Δωροθέου Παρθενίου καὶ οἱ σὺν ἐμοί ἀδελφοί· τῶν μοναχῶν· ἐκ χειρὸς Μιχάλη ἱστοριογράφου // ͵αωβ΄· 1802· ἰουνίου ί ἐκ χόρας χιονάδες † Изписа се този божествен и свят храм на Светата Троица, при архиерейството на Всесветия свети Сисанийски господин Неофит; след разноските и разходите на игумена, преподобния старец // Неофит; Теоклит; Антим Галактионос; на йеромонасите; Константий // Дионисий; Доротей Партений и мои съселяни; на монасите; от ръката на зографа Михаил // ͵αωβ; 1802; юни 10 от селото Хионадес | “ |

Епископският престол на Сисанийската митрополия е бил заеман от Неофит (1792 – 1811). Същата титла „Свети Сисанийски“ се среща и в ктиторския надпис на Черушенския манастир (1797). Разходите за реставрацията на църквата са направени от игумена на манастира, Неофит Панурис, който е родом от Жупан. Неофит играе важна роля в основаването и реализацията на целия манастирски комплекс. Името му, освен във външния надпис (1800) и вътрешния (1802), се намира и на стара чешма, датирана 1762 година. Стенописването е завършено на 10 юни 1802 година. На четвъртия ред е написано името на художника Михаил Хионадески. Текстът на надписа не споменава и възнаграждението на художника. Според спомените на Неофит обаче, Михаил е бил платен за работата си. В допълнение към съответното си възнаграждение, той е получил допълнителни пари като подарък, тъй като игуменът, доволен от резултата от работата му, искал да го възнагради за услугите му.
Монасите от манастира участват в революционното движение от 1821 година и водачът им монахът Дионсий Агакидис, споменат в ктиторския надпис, след мъчения е обесен в Еласона. По това време в района действа капитан Кондодимос, който намира убежище в манастира. Манастирът участва и във въстанието от 1854 година. По време на въстанието от 1878 година 50 килии в манастира са отделени за нуждите на въстаниците. В манастира работи и тайно училище. В 1932 година, тъй като има по-малко от 5 монаси, манастирът губи независимонстта си и е подчинен на Микрокастренския манастир. Независимостта му е възстановена на 30 октомври 1952 година.

## Архитектура
Църквата, дело на майстора Георгиос Кустас от Жупан, е завършена в 1800 година, според надписа на северната стена. Църквата е великолепна кръстокуполна от атонски тип с по-малки куполчета над протезиса и диаконикона и запазва първоначалната си форма с минимални интервенции на източната стена и апсидата. Изградена е от дялан пясъчник. Външните размери са 18,50 m x 11,00 m. Апсидата на изток има 13 ребра, а протезисът и диакониконът са вписани в стената. Над нартекса е парклисът „Свети Модест“.
Зидарията е изключително сложна. От северната страна на църквата нишата е седемстранна със слепи арки и арки в ислямски стил в краищата си, докато от южната страна, между слепите арки на деветстранната ниша, има колонади. Стените са построени с дялани камъни в неправилна изодомична система. Скулптурната декорация на църквата е от особен интерес. Два каменни релефа красят трегера на главния вход и южната страна на католикона. Двата каменни релефа може би са дело на Мильос Зупаниополитис и сравнени с негови произведения в Пелион, се датират между приблизително 1783 и 1794 – 1795 година.

## Стенописи
Всички повърхности са изписани със стенописи през 1802 година според надписа от зографа Михаил Хиониадитис от епирското село Хионадес при митрополит Неофит II Сисанийски и игумена Неофит. В наоса, в първа зона са изобразени светци в цял ръст, във втората светци в медальони, в третата христологични сцени, а в последната са изображения на Кръщение и Преображение, съответно в южната и северната ниша. В светилището в апсидата е Света Богородица Ширшая небес и Причастието на апостолите, Мелисмос и йерарси. Иконостасът е резбован.
- Стенописи